# Diamond Island (ö i Grenada)
Diamond Island är en ö i Grenada. Den ligger i den norra delen av landet, 40 km nordost om huvudstaden Saint George's. Arean är 0,29 kvadratkilometer.
Terrängen på Diamond Island är platt. Öns högsta punkt är 146 meter över havet. Den sträcker sig 0,7 kilometer i nord-sydlig riktning, och 0,6 kilometer i öst-västlig riktning.